# 佐々木和樹
佐々木和樹（ささき かずき、1989年12月27日 - ）は、日本のラグビー選手。トップチャレンジリーグの釜石シーウェイブスRFCに所属する。

## プロフィール
- 岩手県紫波町出身。
- ポジションはプロップ(PR)。
- 身長 181cm、体重 110kg

## 略歴
2008年、盛岡工業高校卒業後、釜石シーウェイブスに加入。なお盛岡工業高校時代、花園へ2度出場し、第31回高校東西対抗試合に東軍として出場した。
2009年10月31日に行われたトップイーストリーグ第8節のNTTコミュニケーションズシャイニングアークス戦に先発出場で公式戦初出場を果たした。
2014年、チームの副将（バイスキャプテン）に就任し、また2014年度のほとんどの試合に出場し、チームのトップチャレンジとトップリーグ入れ替え戦出場に貢献した。また同年にはトップリーグの東芝ブレイブルーパスとヤマハ発動機ジュビロにそれぞれ国内留学した。